# Banda presidencial de Uruguay
La banda presidencial de Uruguay es una banda de tela conformada por los colores del pabellón nacional de Uruguay, con el Escudo de Armas del Estado en el centro, ornada por burlones de hilo de oro y con las iniciales «R. O. U.» bordadas en el moño; constituye el símbolo del presidente de la República Oriental del Uruguay al momento de la transmisión de mando.
Cada banda presidencial está diseñada a medida del presidente electo. Elaborada de seda, con hilos de oro y plata, cuenta con 10 centímetros de ancho y casi tres metros de longitud en total.

## Origen
La idea de instaurar una banda presidencial en Uruguay data de principios del siglo XIX, inspirada en otros países y en las distinciones virreinales, fue rechazada, sin embargo, por considerarse que no correspondía con el sistema republicano. Finalmente la banda presidencial fue creada por una ley dictada bajo el gobierno del general Máximo Santos en 1882 como distinción otorgada al Presidente de la República, su creación se le atribuye al Sr. Tulio Freire, con la función de distinguir al presidente de entre un grupo de personas por parte de quienes no lo conocían, en una época donde la fotografía todavía no estaba difundida. Desde entonces ha sido utilizada por todos los presidentes de la República Oriental del Uruguay, particularmente durante las ceremonias de transmisión de mando.

## Confección
Desde 1938 hasta el 2005 la confección de la banda presidencial estuvo a cargo de una sola persona, la hermana Lourdes, perteneciente a la Orden de las Oblatas del Santísimo Redentor. En 2015 debido a problemas de visión de la hermana Lourdes la encargada de confeccionar la banda presidencial fue por primera vez María del Luján Soria, una joven bordadora de 32 años del barrio Casabó de Montevideo; en el año 2020 la tarea le fue encomendada nuevamente.

## Galería

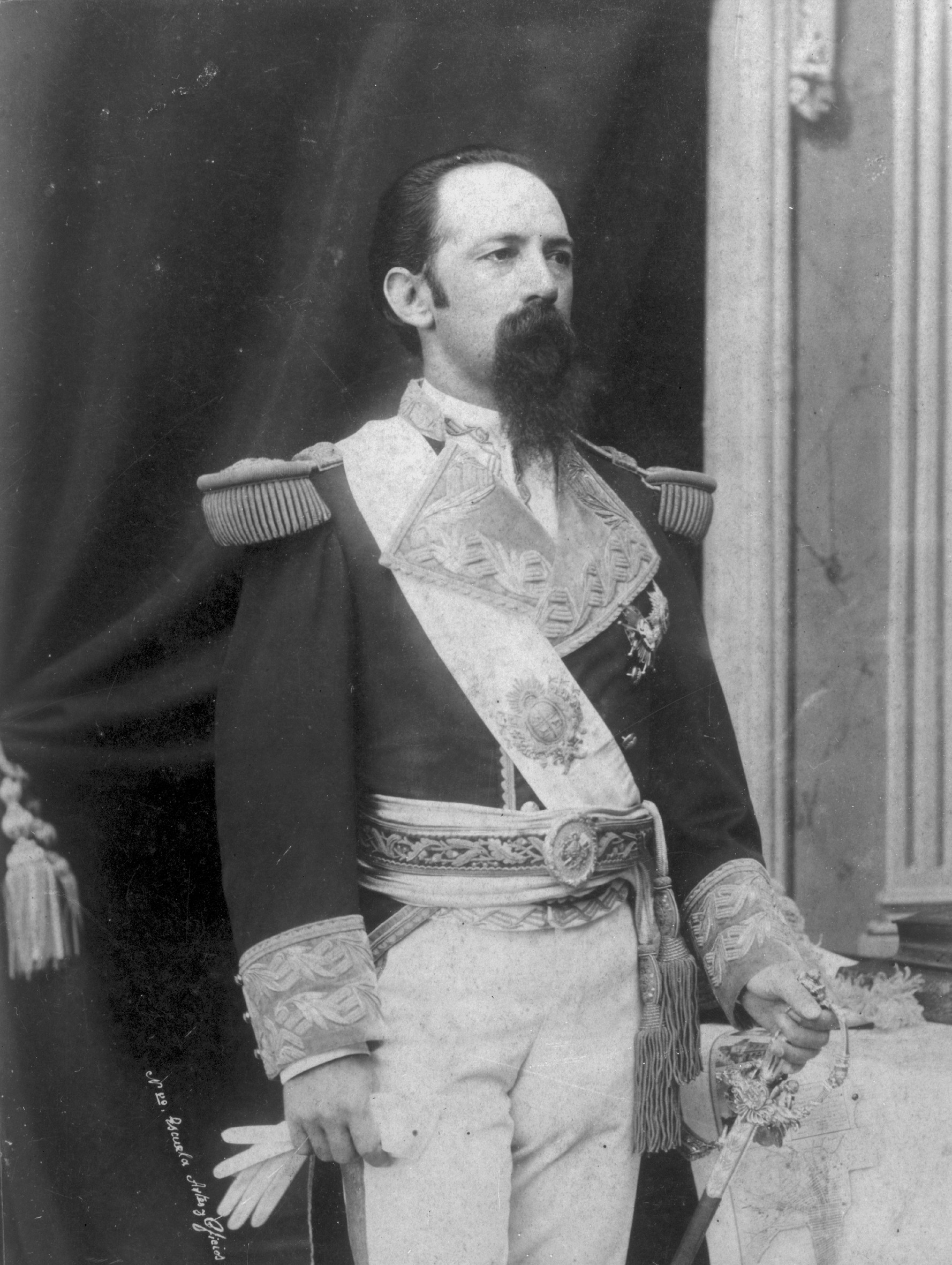
Máximo Santos
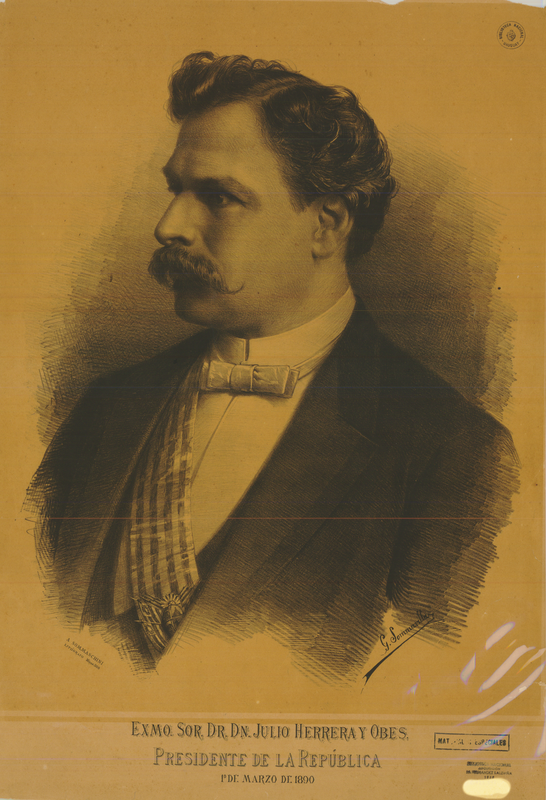
Julio Herrera y Obes
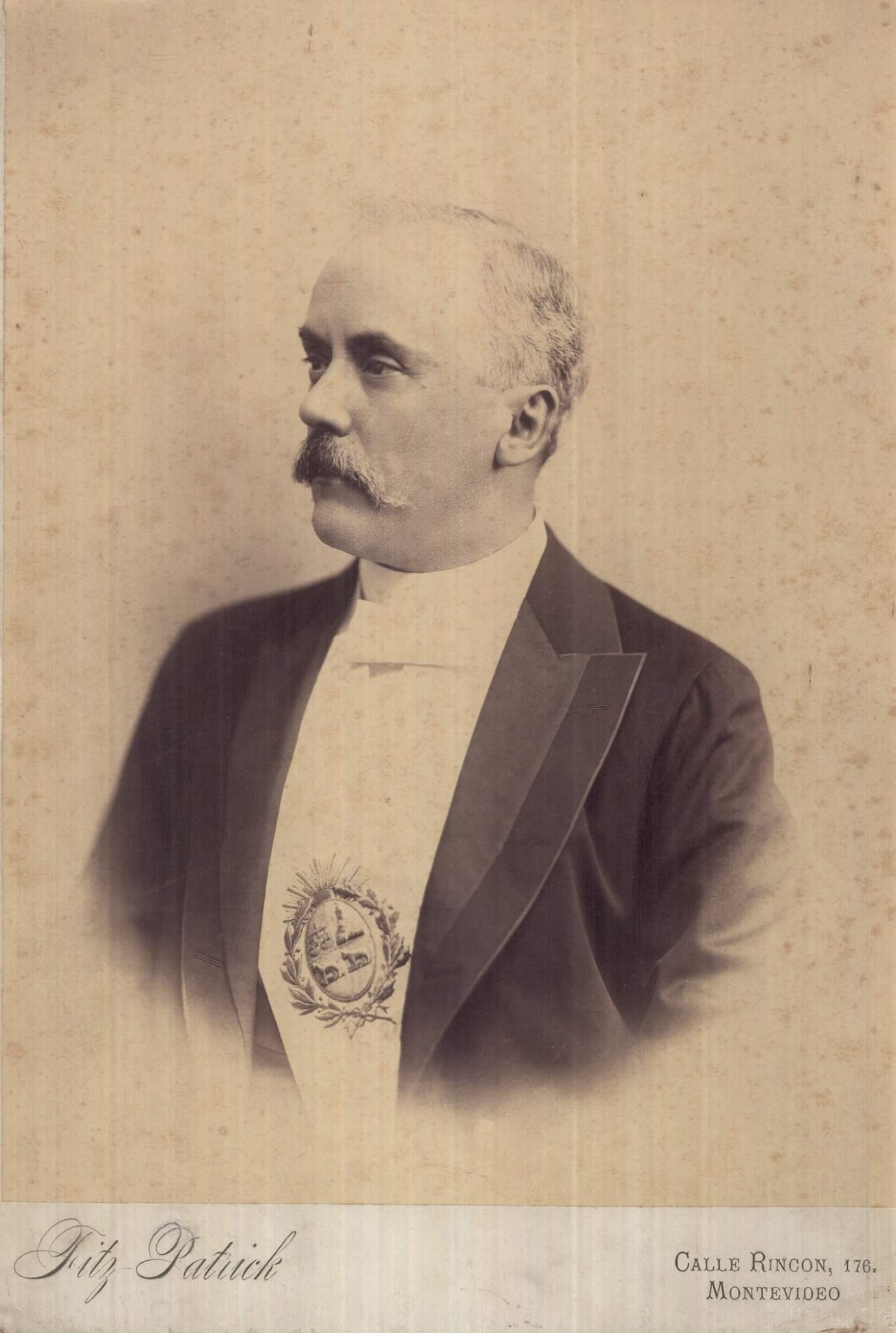
Juan Idiarte Borda
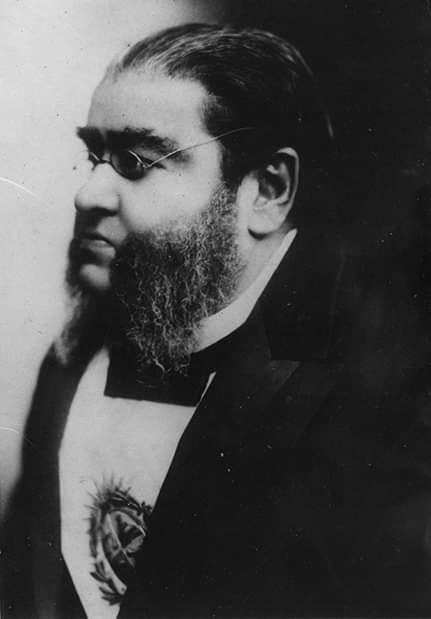
Juan Lindolfo Cuestas
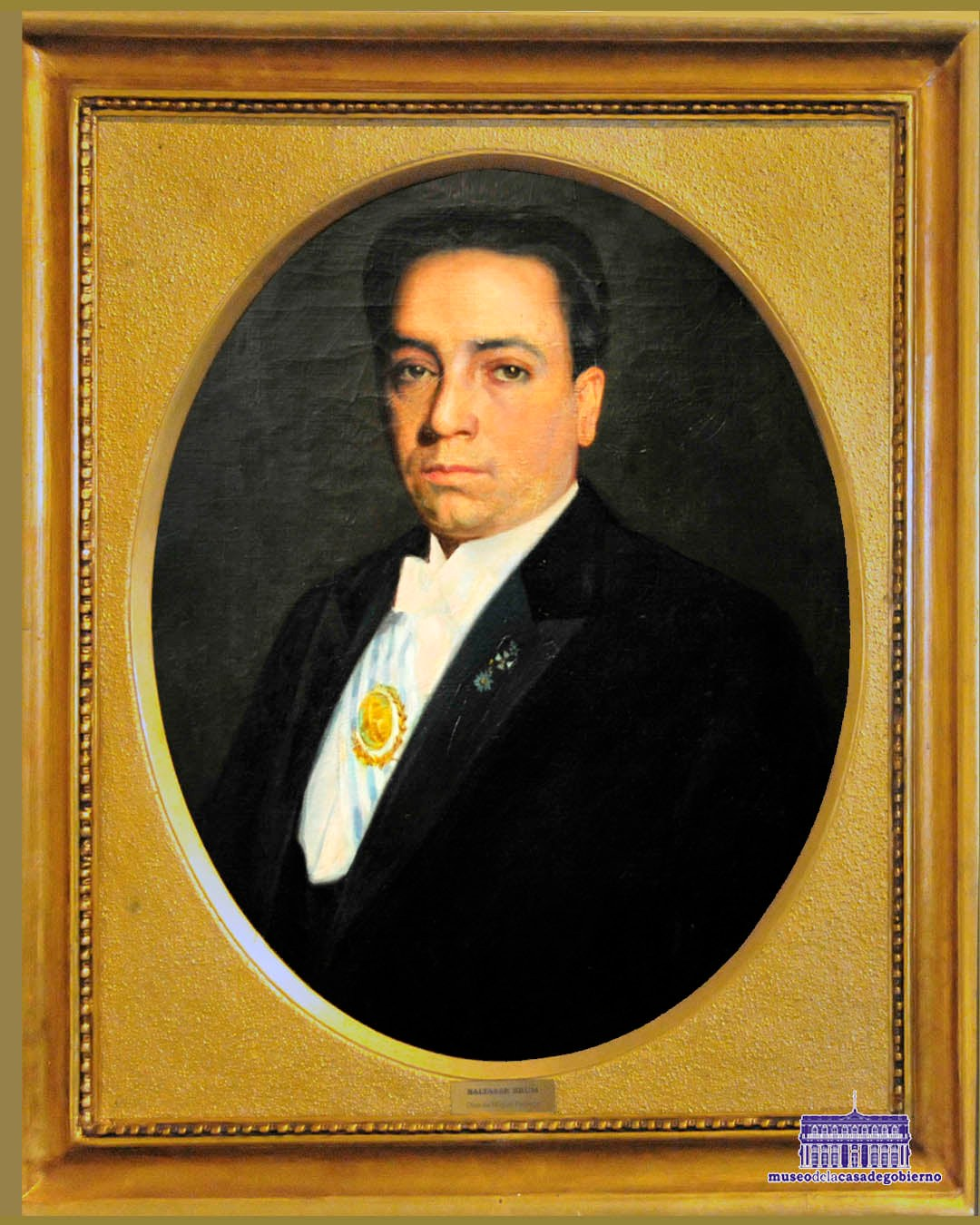
Baltasar Brum
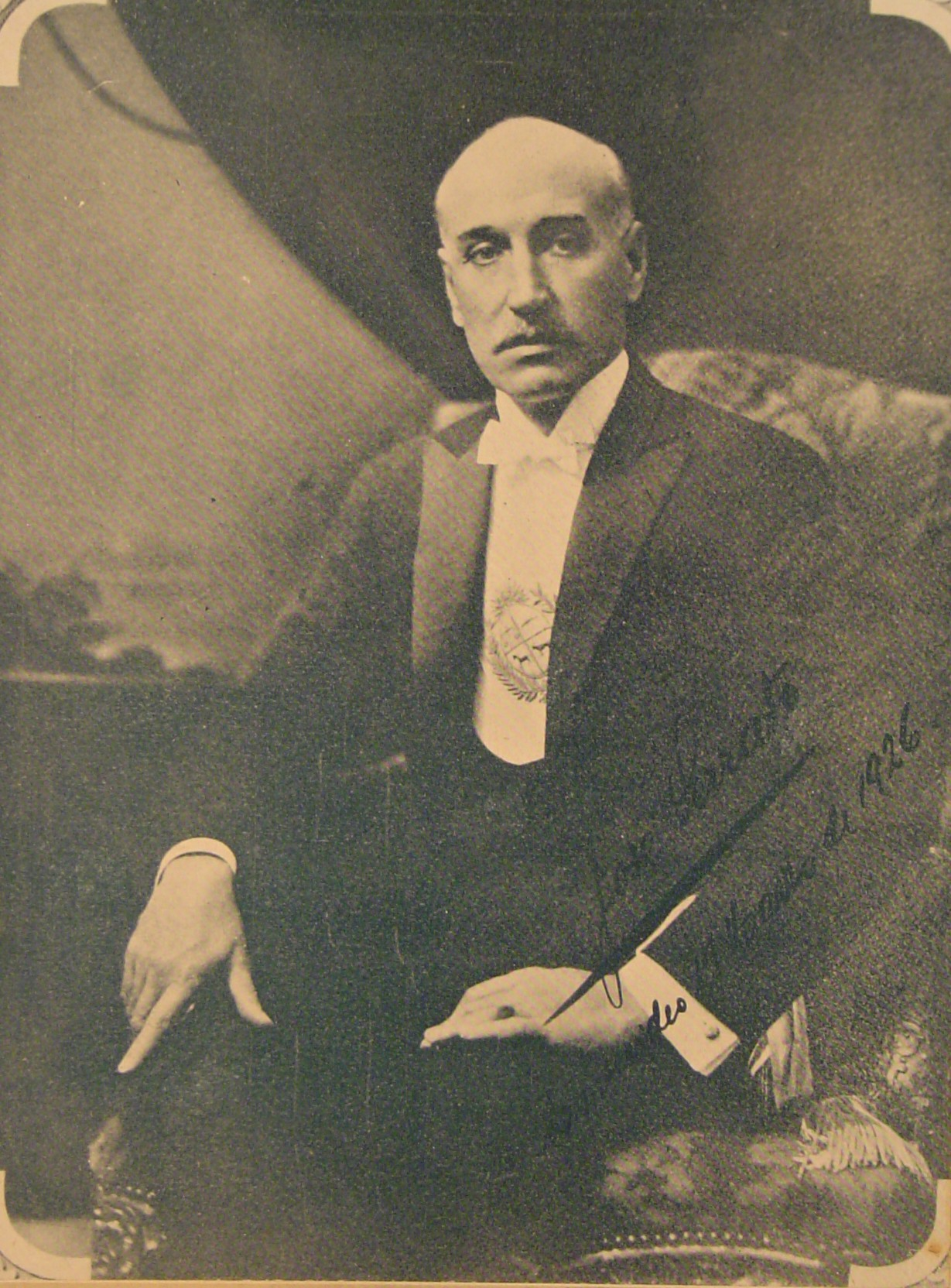
José Serrato
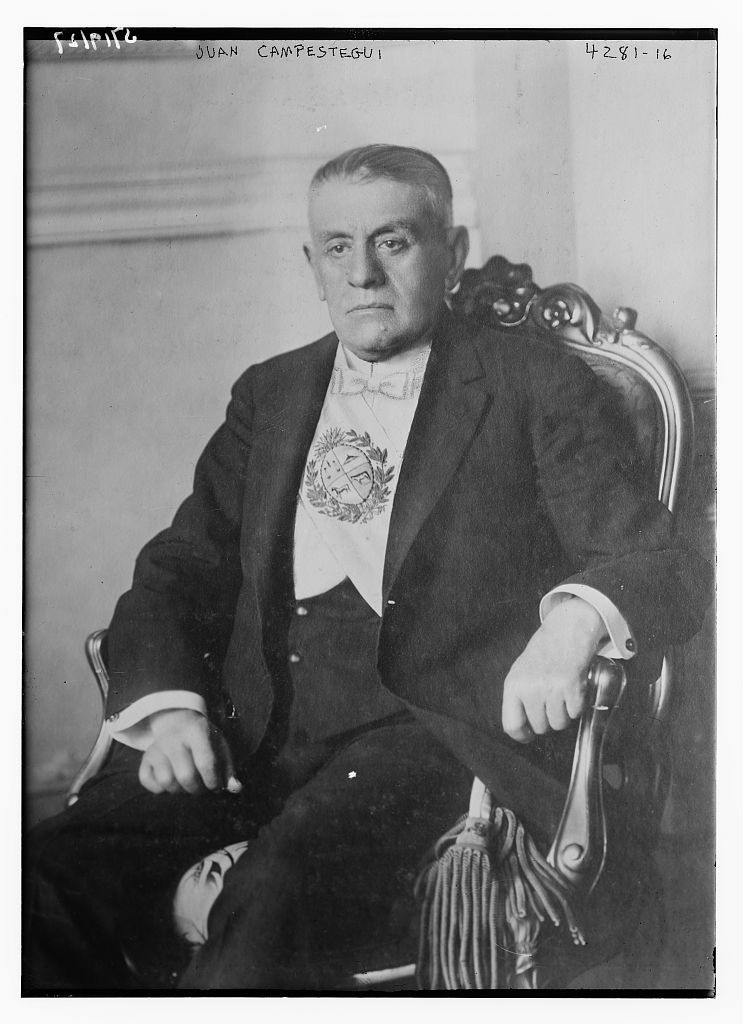
Juan Campisteguy
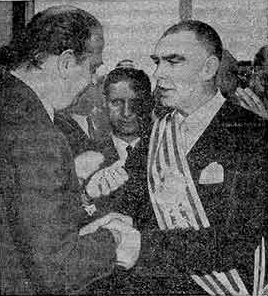
Óscar Diego Gestido
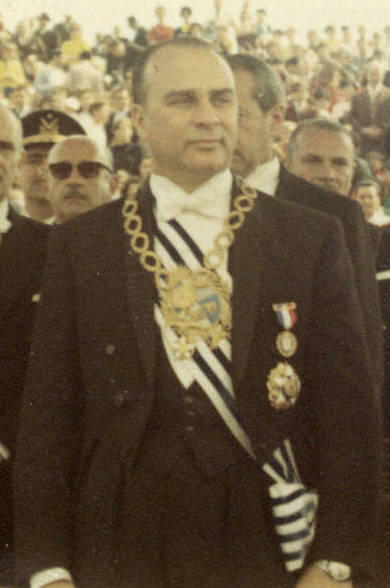
Jorge Pacheco Areco
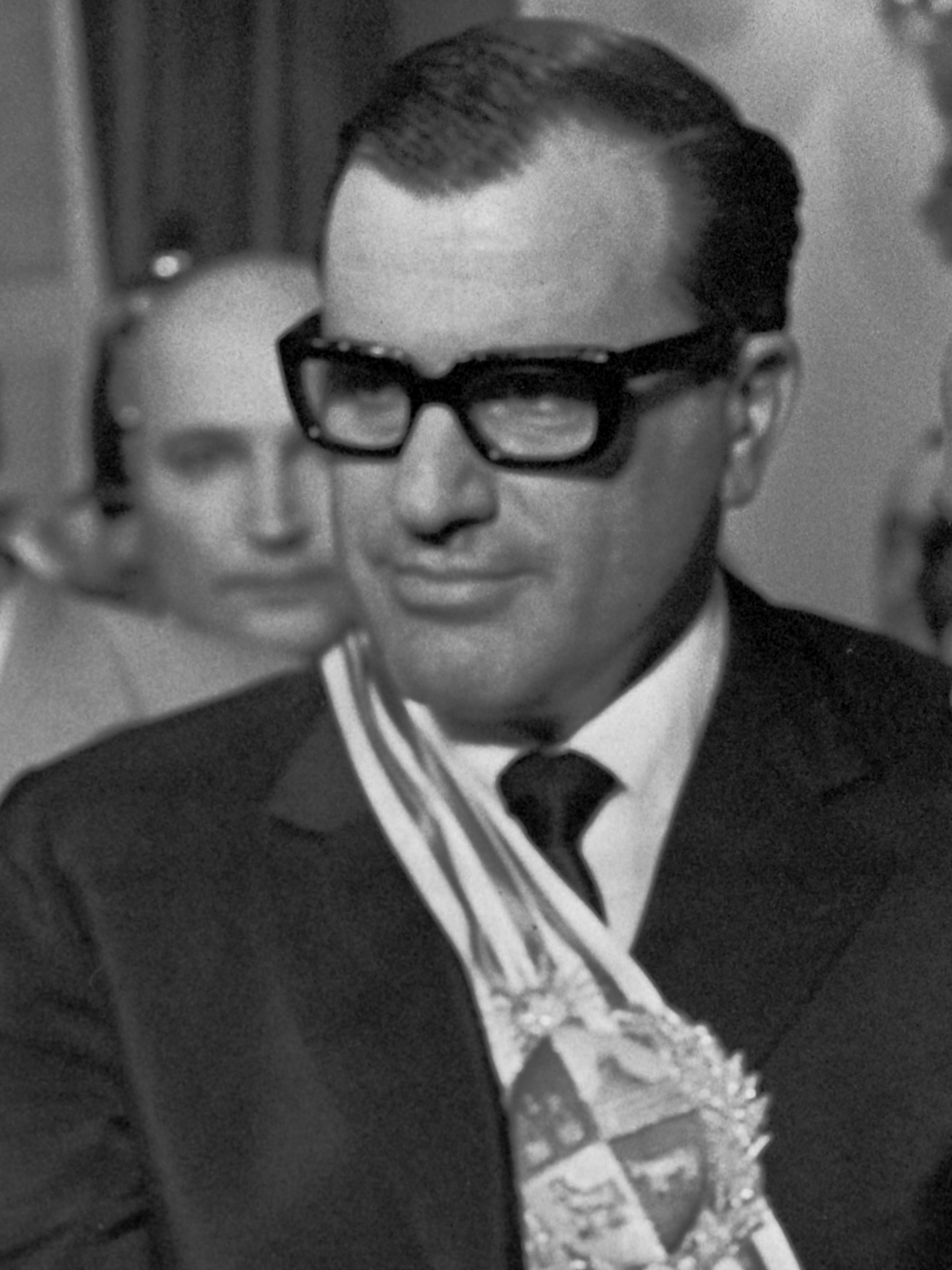
Juan María Bordaberry
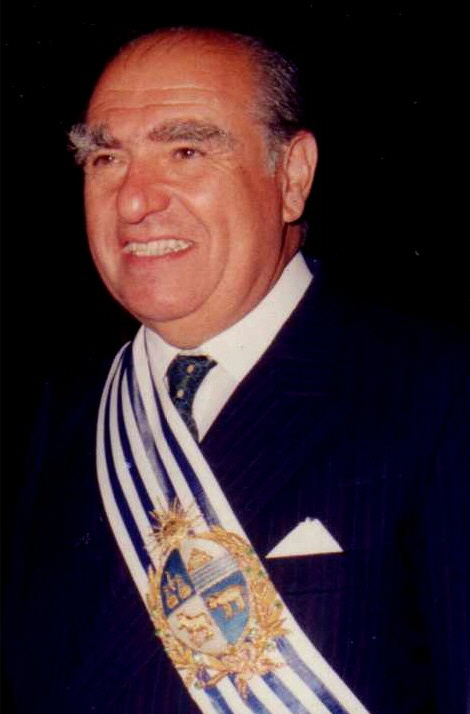
Julio María Sanguinetti
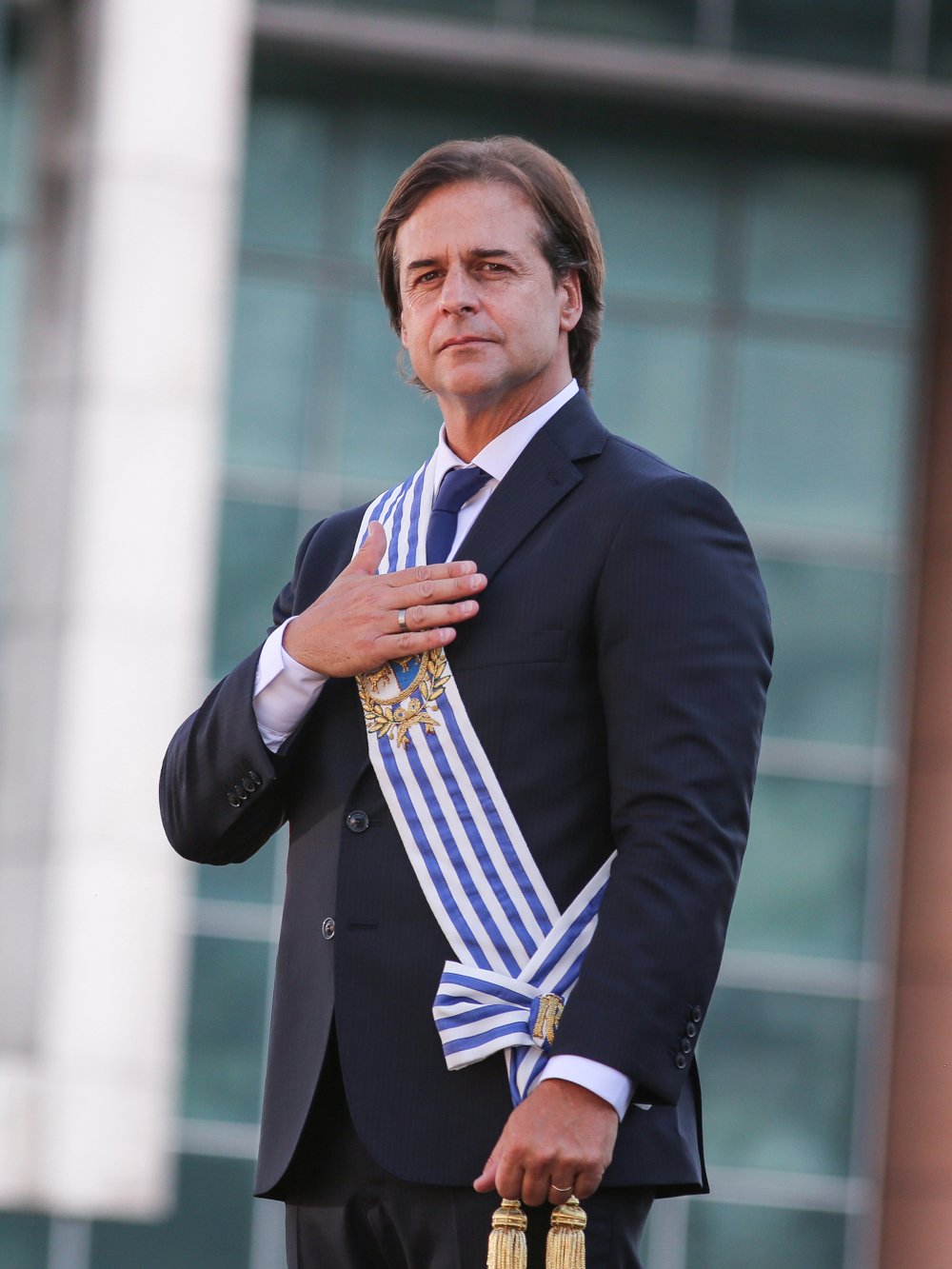
Luis Lacalle Pou

- Datos: Q85865484
- Multimedia: Uruguay presidential sash / Q85865484